# John F. Mahoney

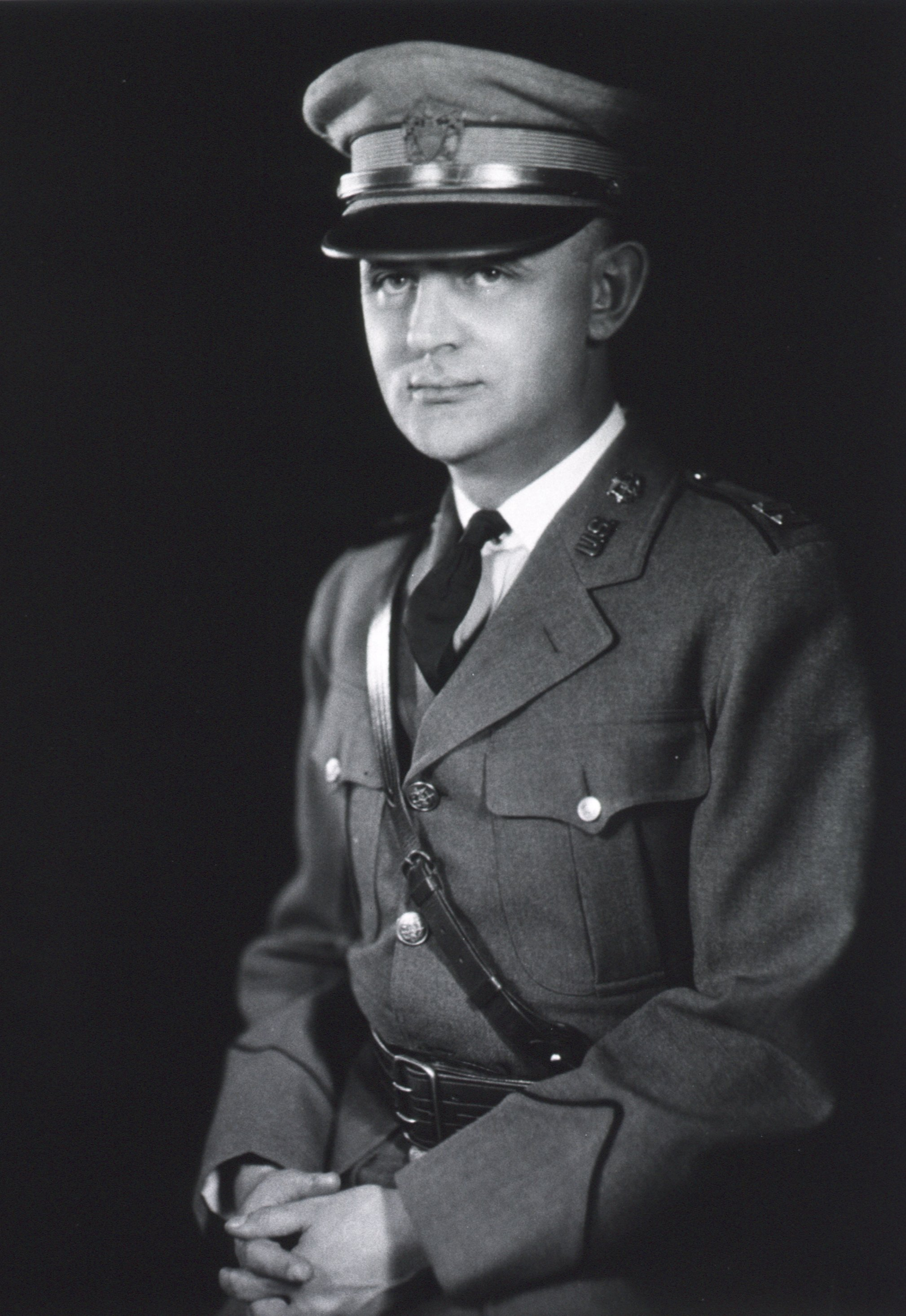
John F. Mahoney

John Friend Mahoney (* 1. August 1889 in Fond du Lac, Wisconsin; † 1957) war ein US-amerikanischer Mediziner, bekannt als Pionier der Behandlung von Syphilis mit Penicillin.

## Leben und Werk
Mahoney machte 1914 seinen Abschluss am Marquette Medical College in Milwaukee mit angeschlossener klinischer Ausbildung (Internship) am Milwaukee County Hospital und am Chicago Lying-in Hospital (Geburtsklinik). Ab 1917 war er zunächst als Assistenzchirurg bei den US-Truppen in Europa im Ersten Weltkrieg. Nach der Rückkehr 1919 diente er im Public Health Service (PHS) an verschiedenen Quarantänestationen und Marinekrankenhäusern, unter anderem auch auf der Einwandererstation Ellis Island vor New York City. In diesem Zusammenhang wurde er 1925 bis 1929 auch zu Studienzwecken nach Europa gesandt (England, Irland, Deutschland), wo er auch die Syphilis-Behandlung studierte.
Mahoney war seit 1929 Direktor des Forschungslabors für Geschlechtskrankheiten (Veneral Disease Research Laboratory) der US-Gesundheitsbehörde (Public Health Service), angeschlossen dem Marinekrankenhaus in Staten Island. Das Labor verbesserte unter anderem die serologischen Tests auf Syphilis und demonstrierte mit dem Aufkommen der Sulfonamid-Behandlung in den USA in den 1930er Jahren dessen Effizienz bei Gonorrhoe. Im Zweiten Weltkrieg war er außerdem Medizinischer Direktor des Marinehospitals in Staten Island.
Mahoney wurde auf die Möglichkeiten der Penicillin-Behandlung durch einen Aufsatz von Wallace Herrell und Kollegen von der Mayo-Klinik über die Behandlung von Gonorrhoe-Patienten aufmerksam, bei denen der Erreger resistent gegen Sulfonamide war. Mahoney konnte das bestätigen und begann außerdem, Penicillin gegen Syphilis zu testen, zunächst in vitro (ohne Erfolg), dann bei Kaninchen und nachdem dies erfolgreich war, in klinischen Tests. Die ersten Ergebnisse (an vier Patienten in einer frühen Phase der Krankheit) präsentierte er auf einem Treffen der American Public Health Association in New York im Oktober 1943, was sofort eine große Resonanz fand. Unter anderem wurde in Time Magazine darüber berichtet und das Comitee on Medical Research begann eine umfangreichere klinische Studie (mit über 1400 Patienten in verschiedenen Krankenhäusern), an der auch Mahoney beteiligt war. Er leitete die Untersuchungen zur Studie am Staten Island Marine Hospital. Juni 1944 wurde Penicillin als Standard-Therapie gegen Syphilis in der US-Armee eingeführt, gefolgt von den Briten. Dabei kam es auch zu Konflikten über den Einsatz gegen Geschlechtskrankheiten (was zum Beispiel in Nordafrika anfangs bevorzugt wurde, da damit die Soldaten unmittelbar wieder kampfbereit gemacht werden konnten) oder bei Wundinfektionen.
1946 erhielt Mahoney als einer der ersten Preisträger den Albert Lasker Award for Basic Medical Research. 1948 wurde er Vorsitzender des WHO-Expertenkomitees für Geschlechtskrankheiten bei dessen erstem Treffen in Genf. Dezember 1949 ging er beim PHS in den Ruhestand, setzte seine Karriere aber als Health Commissioner der Stadt New York City (1950 bis 1953) und danach bis zu seinem Tod als Direktor der Laboratorien der städtischen Gesundheitsbehörden von New York fort.
Er war verheiratet und hatte zwei Söhne.